# Van Arkel
Die Herren van Arkel waren ein uradeliges Adelsgeschlecht aus Holland, das in fürstlichem Ansehen gestanden hatte.

## Geschichte
Die Van Arkels galten neben den Geschlechtern Brederode, Wassenaer und Egmond zu den wichtigsten und denjenigen, die nur durch ein leichtes Lehnsband dem Landesherrn (Grafen von Holland) verpflichtet waren. 
Das Geschlecht leitet seinen Namen von dem deutschen Wort Herkules ab und zählt laut einigen Quellen unter seinen Mitgliedern auch den sagenumwobenen Grafen Haimon (van Arkel), den Vater der vier Haimonskinder. Die Ursprünge des Geschlechts dürften im 7. Jahrhundert liegen, als Jan von Arkel um 694 die entweihten Kirchen von Arkel, Hoorn und Hagestein wieder aufbauen ließ.
Das erste Haus Arkel ist mit Jan VI van Arkel († 1227) ausgestorben und wurde von seinem Neffen Herbaren II van der Lede (1205–1258) aus dem Zweiten Haus Arkel beerbt. Die Herren van Arkel hatten ihren Hauptsitz auf einer Burg bei Gorkum sowie auch in Vianen. Ihre bedeutendste Herrlichkeit war das Land van Arkel, das Teile der heutigen Städte und Gemeinden Leerdam, Arkel, Heukelum, das spätere Lingewaal, sowie Asperen, Hagestein, Haastrecht und Gorinchem umfasste. Weitere Besitztümer hatten sie auch zwischen Lek und Hollandse IJssel, namentlich unter anderen die Hohen Herrlichkeiten Polsbroek und Jaarsveld. Im Mittelalter waren die Van Arkels auf Seiten der Egmonds in die blutigen Kämpfe des Haken-und-Kabeljau-Kriegs involviert.
Der Hauptstamm der Van Arkels ist im Jahre 1428 ausgestorben; der Nebenzweig der heren van Heukelom en Asperen-Van Arkel gut zwei Jahrhunderte später. Eine weitere Abstammung ist das noch heutzutage existierende Geschlecht Van Slingelandt.

## Personen
- Johan I. van Arkel  (um 1000–1034), Herr von Arkel und Polsbroek
- Johan II. van Arkel (um 1010–1077), Herr von Arkel und Polsbroek
- Johan III. van Arkel († 1115/1118), Herr von Arkel, Heukelom und Polsbroek
- Folpert van Arkel van der Leede (* um 1115; † 1140)
- Herbaren II. van der Leede van Arkel (* um 1205, † vor 1258)
- Johan I. van der Leede (Johan I. (van Arkel) van der Leede; * 1205, † nach 1255)
- Johan II. van der Leede (Johan II. (van Arkel) van der Leede; * ca. 1270, † 1304)
- Johann IV. von Arkel (1314–1378), 47. Bischof von Utrecht sowie Bischof von Lüttich.
- Otto van Arkel (1330–1396), holländischer Edelmann und Politiker
- Johan V. van Arkel (1362–1428), Statthalter von Holland, Seeland und West-Friesland
- Willem van Arkel (1385–1417), sollte neuer Herzog von Geldern werden
- Maria van Arkel (1385–1415), Ehefrau des Jan II. von Egmond

## Andere Van Arkels
- Eduard van Arkel (1893–1976), niederländischer Chemiker